# Любия
Любия (серб. Љубија) —  населённый пункт (городской посёлок, город) в общине Приедор, который принадлежит энтитету Республике Сербской, Босния и Герцеговина. Расположен в 10 км к юго-западу от центра города Приедор.

## Население
Численность населения посёлка Любия по переписи 2013 года составила 2 411 человек.
Этнический состав населения населённого пункта по данным переписи 1991 года:
- боснийские мусульмане — 2.123 (53,81 %),
- хорваты — 675 (17,11 %),
- югославы — 595 (15,08 %),
- сербы — 465 (11,78 %),
- прочие — 87 (2,20 %).

Всего: 3.945 чел.

## История
Поселение Любия известно с XIX века своими крупным железорудными месторождениями и расширенными их разработками и добычей во 2-й пол. XX века.